# Parodiodoxa
Parodiodoxa là chi thực vật có hoa trong họ Cải.